# Quảng Xương
Quảng Xương là một huyện đồng bằng ven biển cũ thuộc tỉnh Thanh Hóa, vùng Bắc Trung Bộ, Việt Nam.

## Địa lý
Huyện Quảng Xương nằm ở phía đông của tỉnh Thanh Hóa, có vị trí địa lý:
- Phía đông giáp thành phố Sầm Sơn và vịnh Bắc Bộ
- Phía tây giáp huyện Nông Cống
- Phía nam giáp thị xã Nghi Sơn
- Phía bắc giáp thành phố Thanh Hóa.

Quảng Xương có diện tích 174,47 km², dân số năm 2022 là 240.314 người, mật độ dân số đạt 1.377 người/km². Dân số năm 2019 là 199.943 người, mật độ dân số đạt 1.146 người/km².

## Lịch sử
Sau năm 1954, huyện Quảng Xương gồm 47 xã: Quảng Bình, Quảng Cát, Quảng Châu, Quảng Chính, Quảng Cư, Quảng Đại, Quảng Định, Quảng Đông, Quảng Đức, Quảng Giao, Quảng Hải, Quảng Hòa, Quảng Hợp, Quảng Hùng, Quảng Hưng, Quảng Khê, Quảng Lĩnh, Quảng Lộc, Quảng Lợi, Quảng Long, Quảng Lưu, Quảng Minh, Quảng Ngọc, Quảng Nham, Quảng Ninh, Quảng Nhân, Quảng Phong, Quảng Phú, Quảng Phúc, Quảng Sơn, Quảng Tâm, Quảng Tân, Quảng Thạch, Quảng Thái, Quảng Thắng, Quảng Thành, Quảng Thịnh, Quảng Thọ, Quảng Tiến, Quảng Trạch, Quảng Trung, Quảng Trường, Quảng Tường, Quảng Văn, Quảng Vinh, Quảng Vọng và Quảng Yên.
Ngày 19 tháng 4 năm 1963, sáp nhập xã Quảng Sơn với khu nghỉ mát Sầm Sơn thành thị trấn Sầm Sơn trực thuộc Ủy ban hành chính tỉnh Thanh Hóa. Các cơ quan hành chính của huyện Quảng Xương đóng tại xã Quảng Phong.
Ngày 21 tháng 8 năm 1971, sáp nhập xã Quảng Thắng vào thị xã Thanh Hóa.
Ngày 18 tháng 12 năm 1981, tách thị trấn Sầm Sơn và 3 xã: Quảng Cư, Quảng Tiến, Quảng Tường để thành lập thị xã Sầm Sơn.
Ngày 13 tháng 4 năm 1991, thành lập thị trấn Quảng Xương (thị trấn huyện lỵ huyện Quảng Xương) trên cơ sở một phần diện tích và dân số của các xã Quảng Tân và Quảng Phong.
Ngày 6 tháng 12 năm 1995, chuyển 2 xã Quảng Hưng và Quảng Thành về thành phố Thanh Hóa quản lý.
Ngày 29 tháng 2 năm 2012, chuyển 5 xã: Quảng Thịnh, Quảng Đông, Quảng Phú, Quảng Tâm và Quảng Cát về thành phố Thanh Hóa quản lý.
Ngày 15 tháng 5 năm 2015, chuyển 6 xã: Quảng Châu, Quảng Thọ, Quảng Vinh, Quảng Minh, Quảng Hùng và Quảng Đại về thị xã Sầm Sơn quản lý.
Sau khi điều chỉnh địa giới, huyện Quảng Xương còn lại 171,26 km² diện tích tự nhiên và 202.230 người, với 29 xã: Quảng Bình, Quảng Chính, Quảng Định, Quảng Đức, Quảng Giao, Quảng Hải, Quảng Hòa, Quảng Hợp, Quảng Khê, Quảng Lĩnh, Quảng Lộc, Quảng Lợi, Quảng Long, Quảng Lưu, Quảng Ngọc, Quảng Nham, Quảng Ninh, Quảng Nhân, Quảng Phong, Quảng Phúc, Quảng Tân, Quảng Thạch, Quảng Thái, Quảng Trạch, Quảng Trung, Quảng Trường, Quảng Văn, Quảng Vọng, Quảng Yên và thị trấn Quảng Xương.
Ngày 16 tháng 10 năm 2019, Ủy ban Thường vụ Quốc hội ban hành Nghị quyết số 786/NQ-UBTVQH14 về việc sắp xếp các đơn vị hành chính cấp xã thuộc tỉnh Thanh Hóa (nghị quyết có hiệu lực từ ngày 1 tháng 12 năm 2019). Theo đó:
- Sáp nhập các xã Quảng Tân, Quảng Phong và thị trấn Quảng Xương để thành lập thị trấn Tân Phong
- Sáp nhập các xã Quảng Lợi và Quảng Lĩnh thành xã Tiên Trang
- Sáp nhập xã Quảng Vọng vào xã Quảng Phúc.

Huyện Quảng Xương có 1 thị trấn và 25 xã.

## Hành chính
Huyện Quảng Xương có 26 đơn vị hành chính cấp xã trực thuộc, bao gồm thị trấn Tân Phong (huyện lỵ) và 25 xã: Quảng Bình, Quảng Chính, Quảng Định, Quảng Đức, Quảng Giao, Quảng Hải, Quảng Hòa, Quảng Hợp, Quảng Khê, Quảng Lộc, Quảng Long, Quảng Lưu, Quảng Ngọc, Quảng Nham, Quảng Ninh, Quảng Nhân, Quảng Phúc, Quảng Thạch, Quảng Thái, Quảng Trạch, Quảng Trung, Quảng Trường, Quảng Văn, Quảng Yên, Tiên Trang.
| Tên           | Diện tích (km²) | Dân số (người) |
| ------------- | --------------- | -------------- |
| Thị trấn (01) |                 |                |
| Tân Phong     | 14,64           | 25.063         |
| Xã (25)       |                 |                |
| Quảng Bình    | 7,13            | 7.726          |
| Quảng Chính   | 5,36            | 8.294          |
| Quảng Định    | 5,87            | 6.706          |
| Quảng Đức     | 6,33            | 7.617          |
| Quảng Giao    | 3,82            | 5.587          |
| Quảng Hải     | 4,09            | 11.267         |
| Quảng Hòa     | 6,37            | 6.996          |
| Quảng Hợp     | 6,99            | 7.359          |
| Quảng Khê     | 6,42            | 7.932          |
| Quảng Lộc     | 5,44            | 8.198          |
| Quảng Long    | 6,29            | 6.322          |

| Tên          | Diện tích (km²) | Dân số (người) |
| ------------ | --------------- | -------------- |
| Quảng Lưu    | 6,93            | 10.111         |
| Quảng Ngọc   | 8,87            | 10.616         |
| Quảng Nham   | 3,99            | 17.886         |
| Quảng Ninh   | 6,22            | 6.955          |
| Quảng Nhân   | 6,79            | 8.030          |
| Quảng Phúc   | 11,75           | 9.460          |
| Quảng Thạch  | 3,43            | 8.660          |
| Quảng Thái   | 4,01            | 11.372         |
| Quảng Trạch  | 4,88            | 6.592          |
| Quảng Trung  | 7,49            | 7.224          |
| Quảng Trường | 6,87            | 7.025          |
| Quảng Văn    | 6,78            | 6.143          |
| Quảng Yên    | 7,38            | 7.561          |
| Tiên Trang   | 10,33           | 13.612         |

## Danh nhân, người nổi tiếng, anh hùng cách mạng
- GS. Nguyễn Xuân Nguyên (xã Quảng Giao)
- PGS.TS.BS Hoàng Bùi Hải (Trưởng khoa HSCC BV ĐH Y Hà Nội)
- Ca sĩ: Anh Thơ, Trọng Tấn, Lê Anh Dũng, Hồ Quang Tám
- Anh Hùng lực lượng công an nhân dân: Lê Thế Bùi (xã Quảng Hòa)
- Anh hùng lực lượng vũ trang nhân dân: Cao Xuân Thăng (xã Quảng Văn), Vũ Phi Trừ (xã Quảng Khê)
- Anh hùng lao động: Đỗ Xuân Diễn (xã Quảng Đức)
- Bà mẹ Việt Nam anh hùng: Trương Thị Dư (thị trấn Tân Phong), Lê Thị Lý (xã Quảng Ngọc).

## Kinh tế - xã hội
Trong những năm qua, huyện Quảng Xương đã tập trung lãnh đạo, chỉ đạo, triển khai thực hiện Chương trình mục tiêu Quốc gia xây dựng Nông thôn mới bằng nhiều giải pháp hiệu quả, đặc biệt là phát triển kinh tế trên địa bàn. Huyện đã phát triển sản xuất nông nghiệp theo hướng nâng cao năng suất, chất lượng, hiệu quả gắn với tái cơ cấu ngành nông nghiệp. Năm 2018, giá trị sản phẩm thu được bình quân 1 ha đất trồng trọt đạt 104 triệu đồng; 1 ha đất nuôi trồng thủy sản đạt 220 triệu đồng. Công nghiệp, tiểu thủ công nghiệp phát triển, giải quyết việc làm cho hơn 6.000 lao động. Tốc độ tăng trưởng giá trị sản xuất bình quân từ năm 2011 đến năm 2018 đạt 14,3%, tăng 2,5% so với giai đoạn 2005 - 2010. Thu nhập bình quân đầu người đạt 52 triệu đồng/người/năm (2020). Tỷ lệ hộ nghèo giảm từ 24,8% năm 2010 xuống còn 3,25% năm 2018. Kinh tế phát triển, đời sống nhân dân được nâng lên, huyện có điều kiện huy động nguồn lực thực hiện Chương trình mục tiêu Quốc gia xây dựng Nông thôn mới trên địa bàn. Công tác xây dựng Đảng, xây dựng hệ thống chính trị các cấp, xây dựng đội ngũ cán bộ, công chức, viên chức đáp ứng yêu cầu, nhiệm vụ. Tình hình an ninh chính trị, trật tự an toàn xã hội trên địa bàn trong những năm qua luôn được giữ vững và duy trì ổn định.
Với những kết quả đạt được trong quá trình xây dựng Nông thôn mới, ngày 10/7/2019, Thủ tướng Chính phủ đã ký Quyết định công nhận huyện Quảng Xương đạt chuẩn Nông thôn mới năm 2018. Phát huy kết quả đạt được, huyện Quảng Xương phấn đấu đến năm 2020, thu nhập bình quân đầu người đạt hơn 50 triệu đồng/người/năm, không còn hộ nghèo theo tiêu chí NTM; đến năm 2030, thu nhập bình quân đầu người đạt 130 triệu đồng/người/năm. Phấn đấu đến năm 2030 đạt tiêu chí đô thị loại III và trở thành thị xã trực thuộc tỉnh Thanh Hóa.

## Giao thông, công trình công cộng
- Quốc lộ 1, Quốc lộ 45, tỉnh lộ 47
- Các tuyến đường nội địa: Tố Hữu, Nguyễn Bá Ngọc, Bùi Sỹ Lâm, Thanh Niên, Vũ Phi Trừ, Đắc Thọ, Phạm Tiến Năng,.... (Thị trấn Tân Phong)
- Công viên Hòa Vang (đường Tố Hữu, Thị trấn Tân Phong)
- Cổng chào huyện Quảng Xương (đường Tố Hữu, thị trấn Tân Phong)
- Nhà thi đấu đa năng huyện Quảng Xương (đường Nguyễn Bá Ngọc, thị trấn Tân Phong)
- Sân vận động huyện Quảng Xương (đường Nguyễn Bá Ngọc, Thị trấn Tân Phong)

## Thắng cảnh, Di tích lịch sử
- Bãi Biển Tiên Trang (Xã Tiên Trang)
- Bến phà Ghép (Xã Quảng Trung)
- Đền thờ Trần Nhật Duật (Xã Quảng Ngọc)
- Chùa Mậu Xương (Xã Quảng Lưu)
- Mộ và đền Bùi Sỹ Lâm (Thị trấn Tân Phong) - Di tích lịch sử cấp quốc gia
- Mộ và đền Hoàng Bùi Hoàn (Xã Quảng Trạch) - Di tích lịch sử cấp quốc gia
- Nước khoáng (xã Quảng Yên),......